# Paine Webber Classic 1985
Il Paine Webber Classic 1985 è stato un torneo di tennis giocato cemento. È stata la 1ª edizione del torneo, che fa parte del Nabisco Grand Prix 1985. Si è giocato a Fort Myers in Florida negli Stati Uniti dal 25 marzo al 1º aprile 1985.

## Campioni

### Singolare maschile
Ivan Lendl ha battuto in finale  Jimmy Connors con il punteggio di 6–3, 6–2

### Doppio maschile
Ken Flach /  Robert Seguso hanno battuto in finale  Sammy Giammalva Jr. /  David Pate con il punteggio di 3–6, 6–3, 6–3